# Когато Хари срещна Сали
„Когато Хари срещна Сали“ (на английски: When Harry Met Sally...) е американски романтична комедия от 1989 г. на режисьора Роб Райнър. Сценарият е на Нора Ефрон. Главните роли се изпълняват от Били Кристъл и Мег Райън.

## Актьорски състав
| Актьор       | Роля         |
| Били Кристъл | Хари Бърнс   |
| Мег Райън    | Сали Олбрайт |
| Кари Фишър   | Мари         |
| Бруно Кърби  | Джес         |

## Награди и номинации
Филмът е включен в 10-те топ 10 на Американския филмов институт в категория романтична комедия и в 100 години Американски филмов институт... 100 комедии.
| Награда                              | Категория                               | Номиниран(и)                         | Резултат  |
| ------------------------------------ | --------------------------------------- | ------------------------------------ | --------- |
| Награди на филмовата академия на САЩ | Най-добър оригинален сценарий           | Нора Ефрон                           | номинация |
| Златен глобус                        | Най-добър актьор в мюзикъл или комедия  | Били Кристъл                         | номинация |
| Златен глобус                        | Най-добра актриса в мюзикъл или комедия | Мег Райън                            | номинация |
| Златен глобус                        | Най-добър режисьор                      | Роб Райнър                           | номинация |
| Златен глобус                        | Най-добър филм - мюзикъл или комедия    | Най-добър филм - мюзикъл или комедия | номинация |
| Златен глобус                        | Най-добър сценарий                      | Нора Ефрон                           | номинация |
| Награда на БАФТА                     | Най-добър филм                          | Най-добър филм                       | номинация |
| Награда на БАФТА                     | Най-добър оригинален сценарий           | Нора Ефрон                           | награда   |